# 阮福洪儗
阮福洪儗（越南语：／，1839年8月5日—1864年10月22日），越南阮朝绍治帝第十六子，生母才人武氏緣。
明命二十年六月二十六日（1839年8月5日），阮福洪儗在順化京城出生。年少好學。嗣德十一年（1858年）正月，受封為香山郡公（越南语：／）。嗣德十七年九月二十二日（1864年10月22日），阮福洪儗去世，壽二十六歲，諡通諒，嗣德二十年（1867年），列祀展親祠。咸宜元年（1885年）秋，入祀親勳祠。

## 子女
阮福洪儗有2女。本房獲御賜刀字部起名。
成泰年間，過繼侄孫為嗣孫，改名阮福寶朗，襲封香山亭侯。